# Bertram Verhaag

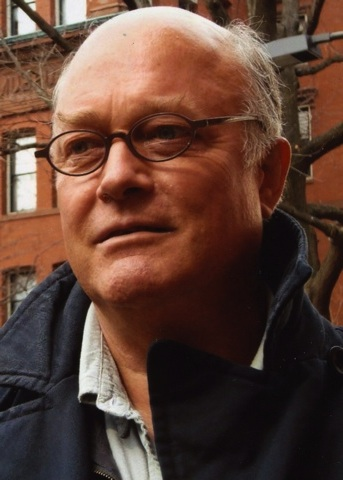
Bertram Verhaag, 2007

Bertram Verhaag (* 1. März 1944 in Sosnowitz, Oberschlesien) ist ein deutscher Regisseur und Produzent von Dokumentarfilmen.
Verhaag lebt und arbeitet in München. Zusammen mit Claus Strigel gründete er 1976 die „DENKmal“ Filmgesellschaft. Sie wurde ab Ende 2012 in DENKmal-Film Verhaag GmbH und DENKmal-Film Strigel GmbH aufgespalten.
Zu dem Themenkomplex Gentechnik und Agrogentechnik hat Verhaag neun Filme gemacht zum Themenkomplex biologische Landwirtschaft 13 Filme.

## Filmografie (Auswahl)
- 1975: MitGift (Spielfilm, Co-Produktion)
- 1978: Was heißt'n hier Liebe? (Spielfilm)
- 1984: Echt tu matsch (Komödie)
- 1986: Kinder brauchen Zombies (TV-Dokumentarfilm; Regie)
- 1987: Spaltprozesse – Wackersdorf 001 (Dokumentarfilm; Regie)
- 1988: Das achte Gebot (Dokumentarfilm; Regie)
- 1989: Restrisiko oder Die Arroganz der Macht (Dokumentarfilm; Regie)
- 1992: Angst – Tor zur Freiheit (Dokumentarfilm; Regie)
- 1996: Blauäugig/Blue Eyed (Dokumentarfilm; Regie)
- 1997: Grenzgänger oder Mein Großvater war ein Quantenphysiker (TV-Dokumentarfilm; Regie)
- 2001: Der Agrar-Rebell – Permakultur in den Salzburger Alpen (TV-Dokumentarfilm; Regie)
- 2001: Los Alamos und die Erben der Bombe (Dokumentarfilm; Regie & Produktion)
- 2001: Tote Ernte – Der Krieg ums Saatgut (TV-Dokumentarfilm; Regie)
- 2002: 86000 Sekunden (Dokumentarfilm; Regie)
- 2003: Der Ährenmann (TV-Dokumentarfilm; Regie)
- 2003: Die Donnervogelfrau – Winona LaDuke (TV-Dokumentarfilm; Regie) mit Claus Biegert für Denkmal-Film/Arte und dem Bayerischen Rundfunk
- 2004: Leben ausser Kontrolle (TV-Dokumentarfilm; Regie)
- 2005: Andeer ist anders – Biokäse in Graubünden (TV-Dokumentarfilm; Regie)
- 2006: Halbwertszeiten (Dokumentarfilm; Produktion)
- 2008: Der Bauer mit den Regenwürmern (Dokumentarfilm, Regie & Produktion)
- 2008: Life in Plastic … (TV-Dokumentarfilm; Regie)
- 2008: Rentner GmbH (Dokumentarfilm; Regie & Produktion)
- 2009: Der Bauer der das Gras wachsen hört (Dokumentarfilm; Regie & Produktion)
- 2009: Percy Schmeiser – David versus Monsanto (Dokumentarfilm; Regie)
- 2009: Scientists Under Attack (Dokumentarfilm; Regie)
- 2010: Árpád Pusztai – Whistleblower (Dokumentarfilm; Regie)
- 2010: Der achte Schöpfungstag – Zivilcourage in Altötting (Dokumentarfilm; Regie & Produktion)
- 2010: Gekaufte Wahrheit – Gentechnik im Magnetfeld des Geldes (Dokumentarfilm; Regie)
- 2011: Der Landhändler – ganz ohne Gentechnik (Dokumentarfilm; Regie)
- 2011: Die Wiederkehr des Pharao (Dokumentarfilm; Regie)
- 2011: Ehrfurcht vor dem Leben … lasst uns über das Töten reden (Dokumentarfilm; Regie)
- 2011: Erlesene Kartoffeln – Linda, Sieglinde & Co. (Dokumentarfilm; Regie)
- 2012: Der Ökobräu im Altmühltal – Wo Dinkel und Emmer zu Bier werden (Dokumentarfilm; Regie & Produktion)
- 2013: Vom Glück der Kühe (Dokumentarfilm; Regie & Produktion)
- 2014: Der Bauer und sein Prinz[2] (Dokumentarfilm; Regie & Produktion)
- 2017: Code of Survival – Die Geschichte Vom Ende der Gentechnik[3] (Dokumentarfilm; Regie & Produktion)
- 2018: Irmgard und die Widerstandssocken (Dokumentarfilm, Produktion)[4][5]
- 2019: Aus Liebe zum Überleben – Eine Reise zu acht Bauern, die Verantwortung übernehmen[6] (Dokumentarfilm; Regie & Produktion)
- 2021: Wurzeln des Überlebens (Dokumentarfilm; Regie & Produktion)
- 2022: Und es geht doch...Agrarwende Jetzt! (Dokumentarfilm; Regie & Produktion)
- 2023: Ode an den Mist (Dokumentarfilm; Regie & Produktion)

## Auszeichnungen (Auswahl)
- 1987 Silberne Taube, Leipzig Dok Fest, für Spaltprozesse
- 1988 German Film Critics Association Awards für Spaltprozesse
- 1989 Peace Film Award – Honorable Mention für Restrisiko
- 1989 Best Documentary Award, European Film Awards für Restrisiko
- 1990 Adolf-Grimme-Preis mit Bronze für Doppelpunkt vor Ort: Tatort Familie (zusammen mit Claus Strigel)
- 1996 Findlingspreis, Leipziger Dokumentarfilmfestival, für Blauäugig
- 1996 Academy Awards: Special Commendation für Blue Eyed
- 1996 Publikumspreis, Amsterdam International Film Festival für Blue Eyed
- 1996 Bronze Plaque Award, Columbus International Film & Video Festival für Blue Eyed
- IDA Award, International Documentary Association, für Blue Eyed 1996
- 1996 Creative Excellence, U.S. International Film and Video Festival, für Blue Eyed
- 1996 One Future Prize – Lobende Erwähnung, für Blue Eyed
- 1997 Adolf-Grimme-Preis für Idee, Konzept, Buch und Regie der Trilogie Der Mensch und seine Sachen: Mama, Papa, Auto, Bleiben Sie dran und Beziehungskiste (ARD/HR)
- Civis Fernsehpreis 1997 für Blauäugig
- 1997 Documentary Award, Central Florida Film & Video Festival für Blue Eyed
- 1997 Publikumspreis, Palm Springs International Film Festival, für Blue Eyed
- 2004 Pare Lorentz Award, International Documentary Association für Leben ausser Kontrolle
- 2005 Honorable Mention, Columbus International Film & Video Festival für Leben ausser Kontrolle
- 2005 Environmental Film Award, Santa Cruz Film Festival, für Leben ausser Kontrolle
- 2010 Award of Merit, Accolade Awards für Scientists under Attack
- 2010 AT&T Award for Environmental Conservation and Stewardship für Scientists under Attack
- 2010 Kansas International Film Festival, Publikumspreis für Scientists under Attack
- 2010 Chris Award, Columbus International Film & Video Festival für Percy Schmeiser – David gegen Monsanto
- 2010 Publikumspreis, Eberswalde Film Festival für Der Bauer der das Gras wachsen hört
- 2011 Salus Medienpreis für Gekaufte Wahrheit – Gentechnik im Magnetfeld des Geldes
- 2011 Hauptpreis in der Kategorie Wissenschaft und Technologie, International Festival of Sustainable Developement Films, Ekotopfilm 2011 für Árpád Pusztai - Whistleblower
- 2012 Hauptpreis des Bürgermeisters, TUR OSTRAVA Film Festival für Life in Plastic...
- 2016 Golden Deauville Green Award, Frankreich für Code of Survival
- 2016 Finalist, 1st Golden Tree Award, Deutschland für Code of Survival
- 2016 Preis für hervorragende Leistung, Docs without Borders für Code of Survival
- 2016 Award of Excellence, The IndieFEST, USA für Code of Survival
- 2017 Award of Excellence, Accolade Global Film Competition, USA für Code of Survival
- 2017 Lobende Erwähnung der Jury, Indian Cine Film Festival, Mumbai für Code of Survival
- 2017 Salus Medienpreis, Otto-Greither-Sonderpreis, Deutschland für Code of Survival
- 2017 Humanitarian Award, Grand Prize, The Indie Filmfest für Code of Survival
- 2020 NaturVision Filmpreis Bayern, Ludwigsburg für Aus Liebe zum Überleben
- 2020 Zukunftsfilm Preis der Hochschule für nachhaltige Entwicklung Eberswalde, Ökofilmtour, Potsdam für Wurzeln des Überlebens
- 2021 Nominierung Cosmis Angel Award, Cosmic Cine Filmfestival, München für Wurzeln des Überlebens
- 2023 Ehrenpreis NaturVision Filmpreis Baden-Württemberg, Ludwigsburg für Und es geht doch...Agrarwende JETZT!